# كارل إي. بيترز
كارل إي. بيترز (بالإنجليزية: Karl E. Peters)‏ هو أكاديمي أمريكي، ولد في 1939.